# Moanasaurus mangahouangae
Il moanasauro (Moanasaurus mangahouangae) è un rettile marino estinto, appartenente ai mosasauri. Visse nel Cretaceo superiore (Campaniano – Maastrichtiano, circa 75 milioni di anni fa). I suoi resti sono stati ritrovati in Nuova Zelanda.

## Descrizione
Questo animale era di enormi dimensioni: poteva raggiungere una lunghezza di 12 metri e il solo cranio era lungo 80 centimetri. Come tutti i mosasauri, era dotato di zampe simili a pagaie e di un cranio munito di denti appuntiti. Il cranio di questa forma, in particolare, era piuttosto largo e robusto; i denti erano conici e striati, con radici bulbose. Anche le zampe erano robuste, e l'omero era corto e massiccio. I resti del moanasauro includono resti del cranio, vertebre e ossa delle zampe.

## Classificazione
Il moanasauro era un grande rappresentante dei mosasauridi, le lucertole marine che dominarono i mari del Cretaceo superiore. La struttura del cranio fa supporre che questo animale fosse strettamente imparentato con lo stesso Mosasaurus e con Plotosaurus, altre forme giganti e particolarmente robuste.

## Significato del nome
Il nome Moanasaurus significa “lucertola del mare” (dal maori “moana”, mare). L'epiteto specifico, mangahouangae, deriva dal torrente Mangahouanga nell'Isola del Nord, in Nuova Zelanda. Un'altra possibile specie, non ancora descritta, è basata su resti precedentemente attribuiti a Prognathodon overtoni.